# Санту-Антониу-да-Барра
Санту-Антониу-да-Барра (порт. Santo Antônio da Barra) — муниципалитет в Бразилии, входит в штат Гояс. Составная часть мезорегиона Юг штата Гояс. Входит в экономико-статистический микрорегион Судуэсти-ди-Гояс. Население составляет 4747 человек на 2016 год. Занимает площадь 451,598 км². Плотность населения — 9,79 чел./км².

## Статистика
- Валовой внутренний продукт на 2014 год составляет 149 375,00 реалов (данные: Бразильский институт географии и статистики)[1].
- Валовой внутренний продукт на душу населения на 2014 год составляет 31 924,64 реала (данные: Бразильский институт географии и статистики)[1].
- Индекс человеческого развития на 2010 год составляет 0,691 (данные: Программа развития ООН)[2].